# Ezio Franceschini
Ezio Franceschini ([ˈeːtsjo frantʃeˈskiːni]; * 25. Juli 1906 in Villa Agnedo; † 21. März 1983 in Padua) war ein italienischer Latinist (mittellateinischer Philologe).

## Leben
Franceschini ist in Villa, heute einem Teil von Villa Agnedo, als zweiter von vier Brüdern geboren. Den Besuch des Ginnasio begann er 1916 in Bergamo, er beendete ihn mit der maturità classica, 1924 in Rovereto. Nach einem Studium der Klassischen Philologie an der Universität Padua wurde er am 12. November 1928 nach einer Disputation mit Concetto Marchesi über seine Dissertation promoviert, die den Titel Liber philosophorum moralium antiquorum trug. Von 1929 bis 1930 leistete er seinen Militärdienst bei den Gebirgsjägern ab und erreichte den Rang eines Hauptmanns. In den Jahren 1931 bis 1932 war er freiwilliger Assistent am Lehrstuhl für mittellateinische Literatur der Universität Padua. 1934 konnte er die libera docenza für mittellateinische Literatur erwerben und war dann bis 1951 in Padua Lehrbeauftragter für dieses Fach. Inzwischen hatte er Agostino Gemelli kennengelernt und von 1936 an denselben Lehrauftrag an der Università Cattolica del Sacro Cuore von Mailand angenommen. Nach Ausschreibung des Lehrstuhls für mittelalterliches Latein konnte Franceschini dort 1938 zum ordentlichen Professor ernannt werden.

### Antifaschistischer Widerstand
Nach dem Waffenstillstand von Cassibile vom 8. September 1943 unterstützte Franceschini zusammen mit anderen Professoren verschiedener ideologischer und politischer Ausrichtungen die Resistenza italiana. 
Darunter war insbesondere Concetto Marchesi, bedeutender Latinist und Rektor der Universität Padua und herausragender Vertreter des Partito Comunista Italiano. Als er von vielen Parteigenossen im Stich gelassen wurde, die ihm vorwarfen, nach dem 8. September nicht das Rektorat aufgegeben zu haben, half Franceschini Marchesi im Februar 1944, in die Schweiz zu emigrieren.
In Padua gründete er die Gruppe FRAMA (Akronym anhand der Namen Franceschini und Marchesi), welche sich vor allem zugunsten internationaler Kriegsgefangener aufopferte. In Mailand, an einer Universität, deren Rektor, Pater Agostino Gemelli, enger Verbindungen zum Faschismus verdächtigt wurde, wagte Franceschini es, die Treffen des Kommando des Corpo volontari della libertà im Psychologie-Labor von Gemelli abzuhalten. Aufgrund dieser unzweifelhaften Verdienste als Partisan war er Mitglied der Bereinigungskommission, die dem amerikanischen Kommando den Bericht vorlegte, der Gemelli entlastete.

### Nach dem Zweiten Weltkrieg
Nach dem Tod von Francesco Vito war er von 1965 bis 1968 der dritte Rektor der Università Cattolica del Sacro Cuore in Mailand und musste sich mit der Studentenrevolution der 1960er Jahre auseinandersetzen. Die Traditionalisten stellten sich gegen sein Vorgehen, das auf einen Dialog mit den Studenten abzielte. Aus gesundheitlichen Gründen wurde er durch Giuseppe Lazzati als Rektor abgelöst, der eine entschiedenere Linie verfolgte.

## Die Fondazione Ezio Franceschini
Am 13. Dezember 1987 wurde die Fondazione Ezio Franceschini in Florenz gegründet, die seine Bibliothek und seinen sonstigen Nachlass als Schenkung seiner Schwester Anna Maria beinhaltet.

## Forschungsschwerpunkte
Franceschini hat, teils mit seinem Freund Lorenzo Minio-Paluello, die Traditionen der lateinischen Aristoteles-Übersetzungen erforscht und in dem Zusammenhang einigen Übersetzern besondere Studien gewidmet (Giacomo Veneto, Robert Grosseteste, Wilhelm von Moerbeke).

## Schriften (Auswahl)
- Il “Liber philosophorum moralium antiquorum„. Testo critico. In: Atti del Reale Istituto Veneto di Scienze, Lettere ed Arti. Parte 2: Pubblicazioni Letterari e Scientifiche. Band 91, 1931/1932, ZDB-ID 767452-1, S. 393–597, (Tesi di laurea).
- Roberto Grossatesta, vescovo di Lincoln, e le sue traduzioni latine. In: Atti del Reale Istituto Veneto di Scienze, Lettere ed Arti. Parte 2: Pubblicazioni Letterari e Scientifiche. Band 93, 1933/1934, S. 1–138.
- Aristotele nel medioevo latino. In: Atti del IX Congresso Nazionale di Filosofia. Padova, 20–23 Settembre 1934–XII. CEDAM, Padua 1935, S. 189–207.
- Studi e note di filologia latina medievale (= Pubblicazioni della Università Cattolica del Sacro Cuore. Serie 4: Scienze filologiche. 30, ZDB-ID 416025-3). Vita e Pensiero, Mailand 1938.
- mit Georges Lacombe, Aleksander Birkenmajer, Marthe Dulong: Aristoteles latinus. Codices. Band 1. Liberia dello Stato, Rom 1939.
- als Herausgeber: La leggenda minore di S. Caterina da Siena. = Sanctae Catharinae Senensis legenda minor (= Fontes vitae S. Catharinae Senensis historici. 10, ZDB-ID 2058527-5). Bocca, Mailand 1942.
- Scritti di filologia latina medievale (= Medioevo e umanesimo. 26–27, ZDB-ID 416146-4). 2 Bände. Antenore, Rom 1976.
- Concetto Marchesi. Linee per l’interpretazione di un uomo inquieto (= Contributi alla storia dell’Università di Padova. 9, ZDB-ID 1112182-8). Antenore, Padua 1978.
- Uomini e fatti dell’università Cattolica (= Miscellanea erudita. 40, ZDB-ID 1108500-9). Antenore, Padua 1984.
- Nel segno di Francesco (= Medioevo francescano. Saggi. 1, ZDB-ID 2239327-4). A cura di Fausta Casolini e Grazio Giamba. Porziuncola, Assisi 1988.
- Uomini liberi. Scritti sulla Resistenza (= Ezio Franceschini e la resistenza. 1). A cura di Francesca Minuto Peri. Piemme u. a., Casale Monferrato 1993, ISBN 88-384-1958-2.
- L’archivio di Ezio Franceschini sulla Resistenza. Regesto dei documenti (= Ezio Franceschini e la resistenza. 2). A cura di Francesca Minuto Peri. Piemme, Casale Monferrato 1993, ISBN 88-384-1959-0.